# Kaizoku-Ban
Kaizoku-Ban — первый официальный концертный мини-альбом группы Accept, вышедший в 1985 году.

## Об альбоме
Kaizoku-Ban записан в ходе Metal Heart Tour в последний день выступлений в Японии. По длительности альбома полновесным LP он считаться не может. На альбоме содержится материал только с альбомов 1983 года Balls to the Wall и 1985 года Metal Heart, что связано с правами на песни компании Brain, с которой группа записала первые 4 альбома. Название альбома в переводе с японского означает «запрещённый товар» или проще контрабанда.
Концертная запись не подвергалась впоследствии никакой студийной обработке.
Интересно, что альбом содержит выступление группы в Нагое (Япония), состоявшееся 19 сентября 1985 года, в то время, как следующий концертный альбом 1990 года Staying a Life, записывался на концерте в Осаке 18 сентября — на день раньше!

## Список композиций
Сторона 1 EP
1. «Metal Heart» (5:19)
2. «Screaming for a Love Bite» (3:33)
3. «Up to the Limit» (3:47)

Сторона 2 EP
1. «Head Over Heels» (4:19)
2. «Love Child» (3:35)
3. «Living for Tonite» (3:47)

## Участники записи
- Удо Диркшнайдер — вокал
- Вольф Хоффман, — гитара
- Йорг Фишер — гитара
- Петер Балтес — бас-гитара
- Штефан Кауфманн — ударные

Технический персонал:
- Дирк Штеффенс — аранжировки
- Михаэль Вагенер — звукооператор

## Чарты
- ФРГ 50 место
- Великобритания 91 место